# Батар (Бијељина)
Батар је насељено мјесто у граду Бијељина, Република Српска, БиХ. Према попису становништва из 2013. у насељу је живјело 229 становника.

## Географија
Налази се поред ријеке Дрине. Јужно од Батра се налази Лозница.

## Историја
На мјесту Шкулић ада на Дрини код Јоховца и Батра, Гаврило Принцип се 1914. пребацио преко Дрине сакривајући се од аустроугарских стража. У пребацивању су учествовали Цвијетин Бобар из Батра, Павле Павловић и Гавро Гаврић из Главичица и Васо Видаковић из Бјелошевца. Аустроугарска војска је почетком августа 1914. одвела читаво становништво насеља у оближњу шуму Бусије са намјером да их побију. Један од заробљених становника је успио да објасни једном Мађару у саставу аустроугарске војске да становници нису криви за догађаје, те су након тога пуштени кућама.

## Споменик
Споменик за пет погинулих бораца Војске Републике Српске су у току 2003. и 2004. изградили становници.

## Спорт
Батар је сједиште фудбалског клуба Дрина.

## Становништво
| Националност       | 1991. | 1981. | 1971. | 1961. |
| Срби               | 388   | 398   | 422   | 440   |
| Југословени        | 4     | 14    |       |       |
| Хрвати             | 1     |       |       |       |
| остали и непознато | 1     | 7     | 1     |       |
| Укупно             | 393   | 419   | 423   | 440   |

| Демографија | Демографија | Демографија |
| Година      | Становника  | Становника  |
| ----------- | ----------- | ----------- |
| 1948.       | 372         |             |
| 1953.       | 416         |             |
| 1961.       | 440         |             |
| 1971.       | 423         |             |
| 1981.       | 419         |             |
| 1991.       | 393         |             |
| 2013.       | 229         |             |

### Презимена
- Дугоњић[1]
- Симеуновић[1]
- Остојић[1]
- Костић[1]
- Трифковић[1]
- Мићић[1]
- Јефтић[1]
- Јовић
- Симић[1]
- Бобар[1]
- Перковић[1]
- Антић[1]
- Николић[1]
- Бабић[1]
- Видовић[1]
- Деспотовић[1]
- Радовановић
- Рикановић[1]
- Ристић
- Станкић[1]
- Павловић[1]
- Тешић[1]
- Стојановић[1]
- Лазаревић[1]

## Галерија
- Скретање за Батар (у Главичицама)
- ФК Дрина (9. 11. 2008.)
- ФК Дрина Батар (19. 10. 2008.)

## Познате личности
- Лука Јовић, српски фудбалер